# Proa (dinosaure)
Pour les articles homonymes, voir Proa.
Proa valdearinnoensis
Genre
Espèce
Proa est un genre éteint de dinosaures Iguanodontia basal Hadrosauriformes connu dans la formation d'Escucha (en) du Crétacé inférieur (stade Albien inférieur) de la province de Teruel, en Espagne. Elle contient une seule espèce, Proa valdearinnoensis.

## Découverte et dénomination
Le nom générique vient du mot espagnol « proa » (signifiant « proue »), qui fait allusion à la forme pointue de l'os prédentaire de l'animal ; tandis que le nom spécifique est dérivé de Val de Ariño, le nom traditionnel des mines de charbon proches de l'endroit où les premiers fossiles ont été découverts. L'animal a été décrit sur la base de trois squelettes partiels et de plusieurs éléments de crâne provenant de différents individus.

## Description
Proa se distingue des autres Hadrosauriformes basaux (surtout des autres Iguanodontia) par un prédentaire qui atteint la marge rostrale, avec des processus latéraux divergents. Il peut également être diagnostiqué par une combinaison unique de caractères : rangée de dents, des mandibules, convexe dorsalement en vue latérale ; rangée de dents des mandibules s'étendant caudalement à la base du processus coronoïde ; plateforme entre la rangée de dents mandibulaires et la base du processus coronoïde ; processus coronoïde élargi le long des marges rostrales et caudales ; le maxillaire est dépourvu de processus rostrodorsal ; quadratum droit en vue latérale ; ilium avec marge dorsale convexe dorsalement, processus supra-acétabulaire non pendant, et processus post-acétabulaire qui se rétrécit sans rupture de pente le long de sa marge dorsale ; processus pubien crânial concave le long de sa marge dorsale mais sans expansion de l'extrémité distale.

## Phylogénie
Andrew T. McDonald (d) et al. (2012) situent Proa à la base des Hadrosauriformes avec Iguanodon. Dans son ostéologie de Hypselospinus, Norman (2015) a retrouvé Proa chez les Iguanodontidae monophylétique, plus proche de Bolong et Jinzhousaurus d'Asie de l'Est que des autres membres européens d'Iguanodontidae. Verdu et al. (2017) l'ont retrouvé dans un clade eurasien comprenant Xuwulong, Altirhinus, Koshisaurus et Gongpoquansaurus asiatiques. Proa a été trouvé dans la position la plus dérivée comme taxon frère de Batyrosaurus. Il sera finalement placé parmi les Hadrosauriformes avec Siamodon et Brighstoneus,.